# متمم سوم قانون اساسی ایالات متحده آمریکا

اصل منشور در اداره آرشیو ملی آمریکا

متمم سوم قانون اساسی ایالات متحده آمریکا (به انگلیسی: Third Amendment to the United States Constitution) یکی از اصلاحیه‌های منشور حقوق ایالات متحده آمریکا است.
بر طبق این سند:
«هیچ عضوی از نیروهای انتظامی نه در زمان صلح ونه در زمان جنگ بدون رضایت صاحب خانه در هیچ خانه‌ای مستقر نخواهد شد، مگر به ترتیبی که به موجب قانون معین کند.»